# Tito Petkovski
Tito Petkovski (mazedonisch Тито Петковски; * 23. Januar 1945 in Psača, Rankovce, Mazedonien) ist ein mazedonischer Politiker.

## Biografie
Nach dem Schulbesuch studierte er Rechtswissenschaften an der Universität Skopje und war später Mitarbeiter im Staatlichen Planungsbüro.
Als Kandidat der Liga der Mazedonischen Kommunisten (Sojus na Komunistite na Makedonija, SKM) wurde er 1991 erstmals zum Mitglied des Parlaments gewählt und war zunächst bis 1994 Stellvertretender Parlamentspräsident. Petkovski war zwischen 1996 und 1998 Präsident des Parlaments (Sobranie).
Am 14. November 1999 war er Kandidat der Socijaldemokratski Sojuz na Makedonija (SDSM) bei den Präsidentschaftswahlen, unterlag allerdings Boris Trajkovski in der Stichwahl deutlich mit 45 zu 52 Prozent der Wählerstimmen.
Im November 2005 trat er aus der SDSM aus und gründete stattdessen die Neue Sozialdemokratische Partei (Nova socijaldemokratska partija, NSDP), deren Vorsitzender er seitdem ist.